# Casco Mk 7

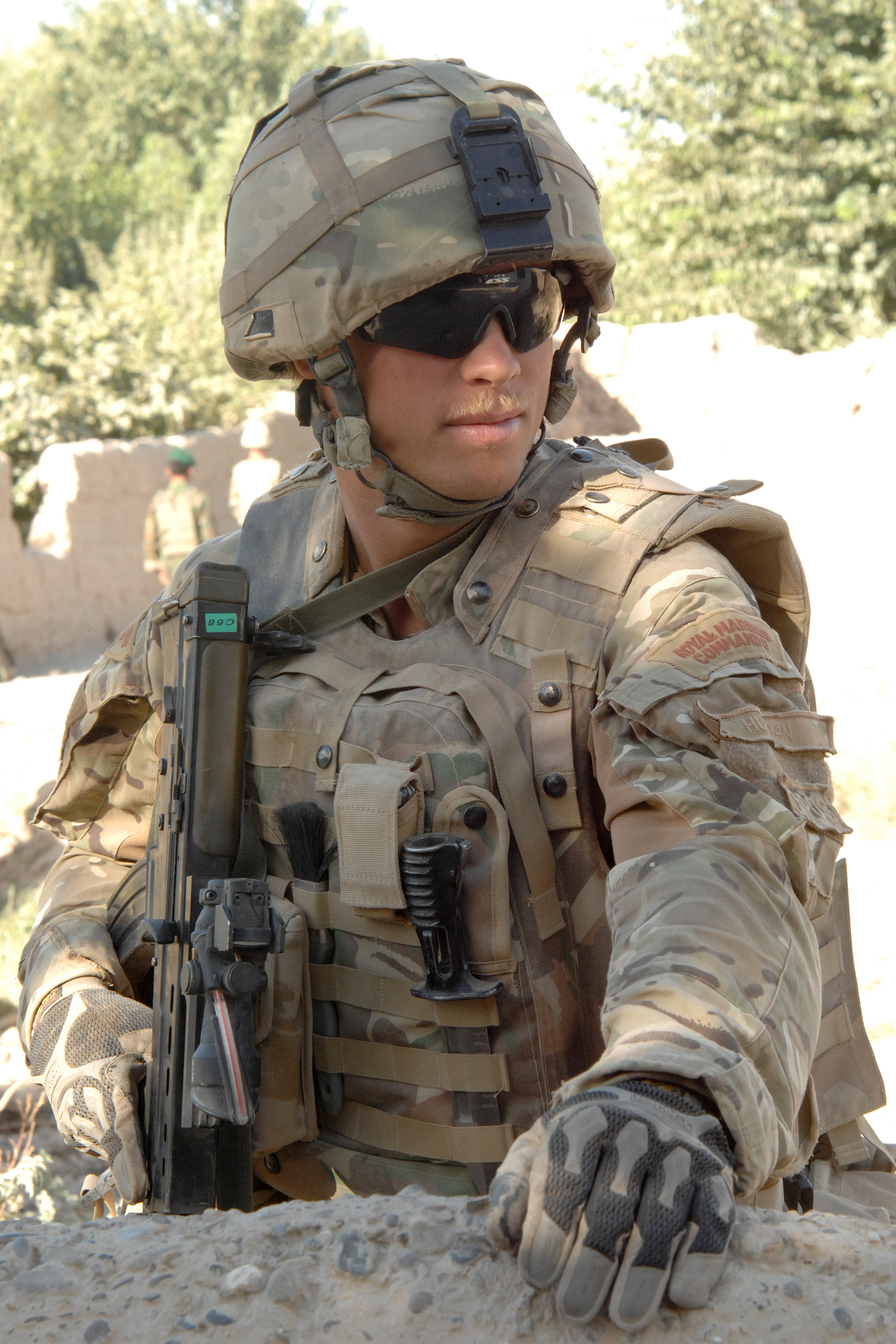
Un Marine Real con un casco Mk 7 y un chaleco antibalas Mk 3 Osprey, en Sangin, Afganistán.

El casco Mk 7 es el actual casco de combate de las Fuerzas Armadas Británicas suministrado por NP Aerospace. Oficialmente conocido como el casco de combate GS (General Service) Mark 7. Sustituyó al anterior casco Mk 6A y al casco Mk 6, introducidos en 2005 y 1982 respectivamente.
El casco Mk 7 se introdujo en junio de 2009 como una UOR (Siglas en inglés de Necesidad Operacional Urgente). El nuevo casco ofrece la misma protección balística que el casco Mk6A, pero su nueva forma permite a un soldado tumbarse y disparar recto, sin que el borde trasero se clave en su chaleco antibalas y que el borde delantero se incline sobre sus ojos.
El casco Mk 7 es más ligero que su predecesor - 1 kg en lugar de 1,5 kg para el casco Mark 6 - y tiene una mejor sujeción de la barbilla para la estabilidad. Se produce en un nuevo color - bronceado, a diferencia del Mk 6A en negro y el Mk 6 en oliva. Ha sido adoptado para su uso en Afganistán.
La protección balística se mide con V50 y para el Mk 7 es de unos 650 m/s. (V50 es la velocidad media de penetración. A esta velocidad, se espera que la mitad (50%) de los proyectiles penetren).
El casco del Mk 7 está siendo reemplazado por el casco de Revisión Militar Batlskin Cobra Plus como parte del programa Virtus.
En Ucrania, en 2014, debido a la falta de protección adecuada de los miembros de las Fuerzas Armadas de Ucrania que participaban en la guerra en el este del país, se compraron cientos de cascos de Mk 7 en el Reino Unido, que fueron utilizados por los militares ucranianos; junto con los anteriores Mk 6 y Mk 6A. El casco Mk 7 es muy popular entre el personal militar ucraniano, creando una gran demanda de él.[cita requerida]